# Karl Mathias Rott

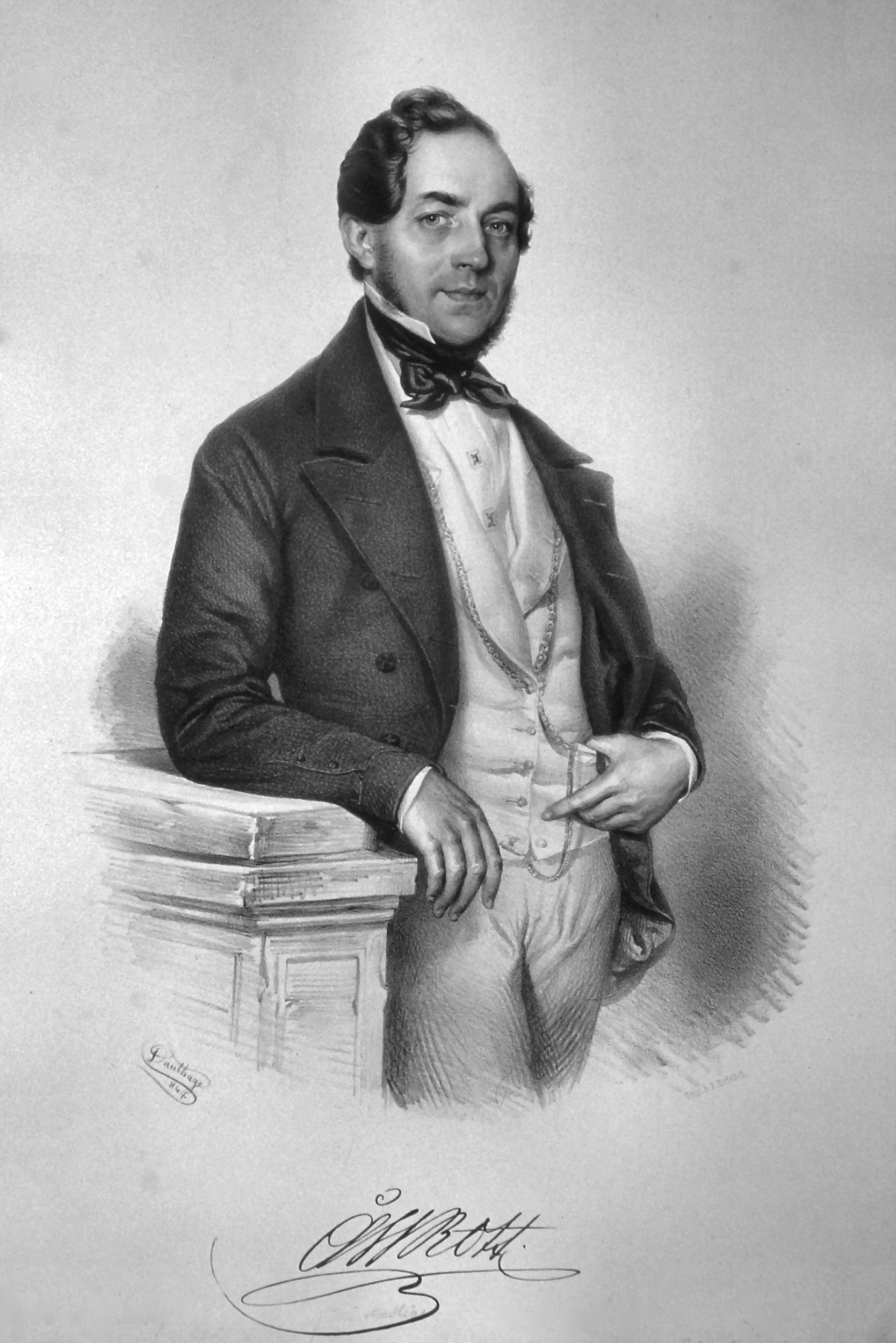
Karl Matthias Rott. Lithographie von Adolf Dauthage, 1847.

Karl Mathias Rott, getauft als Carl Matthias Roth, (* 23. Februar 1807 in Wien; † 10. Februar 1876 ebenda) war ein österreichischer Sänger, Cellist, Komponist, Theaterschauspieler und Gesangskomödiant.

## Leben
Rott wurde mit zehn Jahren Organist in der Kirche Maria Geburt und kam zwei Jahre später als Sängerknabe und Kinderdarsteller an das Hofoperntheater, dem er bis 1824 angehörte. In diesem Jahr nahm er eine Stelle als Cellist im Orchester des Pressburger Theaters an. 1827 ging er mit Direktor Stöger nach Graz, wo er die Musik zu Nestroys ersten dramatischen Versuch Die Verbannung aus dem Kaiserreiche schrieb. Nestroy ermunterte zur Schauspielerei, und so begann er 1832 am Josephstädter Theater seine schauspielerische Laufbahn. 1836 ging er nach Pest, wo er sich in den Raimundschen Rollen Ruf erwarb. 1847 nahm Rott ein Engagement am Theater an der Wien an, dem er fortan, mit einer kleinen Unterbrechung, treu blieb.
Von 1831 bis 1860 war Rott mit der Grazer Schauspielerin Christine Hoffmann verheiratet. Nach dem Tod seiner ersten Frau heiratete er im Jahr 1862 die Sängerin und Schauspielerin Maria Rosalia Lutz, mit der er zu diesem Zeitpunkt schon zwei uneheliche Söhne, Hans Rott und den späteren Kapellmeister Karl Rott, hatte. Aufgrund eines Bühnenunfalls im Jahr 1874 musste er seine Karriere schließlich aufgeben. Er starb am 10. Februar 1876 in Wien.
Die große Zahl von Rollen (unter anderem Anzengrubersche), welche Rott typisch zu gestalten wusste, sein Humor und die Vielseitigkeit seiner Darstellung machten ihn zum Liebling des Wiener Publikums.
Im Jahr 1899 wurde in Wien-Penzing (14. Bezirk) die Rottstraße nach ihm benannt.